# NeNe Leakes
Linnethia Monique "NeNe" Leakes (Queens, 13 de desembre de 1967) és una actriu, presentadora i dissenyadora de moda estatunidenca. És coneguda per haver aparegut a la sèrie de televisió The Real Housewives of Atlanta com a membre del repartiment original, i pel seu personatge Roz Washington en la comèdia de situació Glee de Fox.
També va interpretar el paper de Rocky Rhoades a la sèrie The New Normal de NBC fins a la seva cancel·lació el 2013. També ha participat a The Celebrity Apprentice de Donald Trump i Dancing with the Stars d'ABC. Leakes va fer el seu debut a Broadway com a Madame del musical Cinderella el 2014, i el 2015 va fer el paper de Matron "Mama" Morton a Chicago.
Va formar part del jurat de la reestrena de la sèrie d'ABC dels anys 1950 To Tell The Truth. A més dels seus projectes televisius, Leakes va llançar una línia de roba a Home Shopping Network i protagonitza una gira còmica als EUA titulada "So Nasty, So Rude".